# Chi Chùy hoa
Chi Chùy hoa (gọi theo loài Strobilanthes boerhavioides) hay chi Chàm mèo (gọi theo loài Strobilanthes cusia) (danh pháp khoa học: Strobilanthes) là một trong những chi thực vật thuộc họ Ô rô, chủ yếu có nguồn gốc từ vùng nhiệt đới châu Á, tuy nhiên cũng có một số loài xuất hiện ở vùng ôn đới của châu lục này.
Một số loài
| - Strobilanthes acrocephalus - Strobilanthes affinis - cơm nếp, chuỗi sò - Strobilanthes angustifrons - Strobilanthes atropurpureus - Strobilanthes attenuata - Strobilanthes auriculatus -chùy hoa tai, chàm mèo lá tai - Strobilanthes bheriensis - Strobilanthes bracteata - Strobilanthes capitata - Strobilanthes callosus - Strobilanthes cuneata - Strobilanthes cusia - chàm mèo - Strobilanthes cyclus - Strobilanthes divaricatus - Strobilanthes dyerianus - Strobilanthes ixiocephalus - Strobilanthes extensa - Strobilanthes flexicaulis - Strobilanthes formosanus - Strobilanthes forrestii - Strobilanthes glandulifera - trà tiên - Strobilanthes glutinosa - Strobilanthes hamiltoniana - Strobilanthes isophyllus - Strobilanthes ixiocephalus - Strobilanthes kunthiana - Strobilanthes lachenensis - Strobilanthes lamiifolia - Strobilanthes longespicatus - Strobilanthes multidens - Strobilanthes nutans - Strobilanthes oliganthus - Strobilanthes oligocephala - Strobilanthes pentstemonoides - Strobilanthes rankanensis - Strobilanthes sabiniana - Strobilanthes saccata - Strobilanthes subnudata - Strobilanthes tamburensis - Strobilanthes tetraspermus - Strobilanthes thomsonii - Strobilanthes triflorus - Strobilanthes wallichii - Strobilanthes yunnanensis ... |

## Hình ảnh

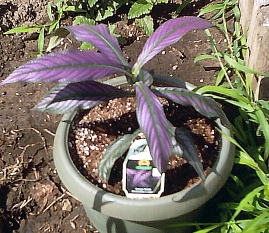
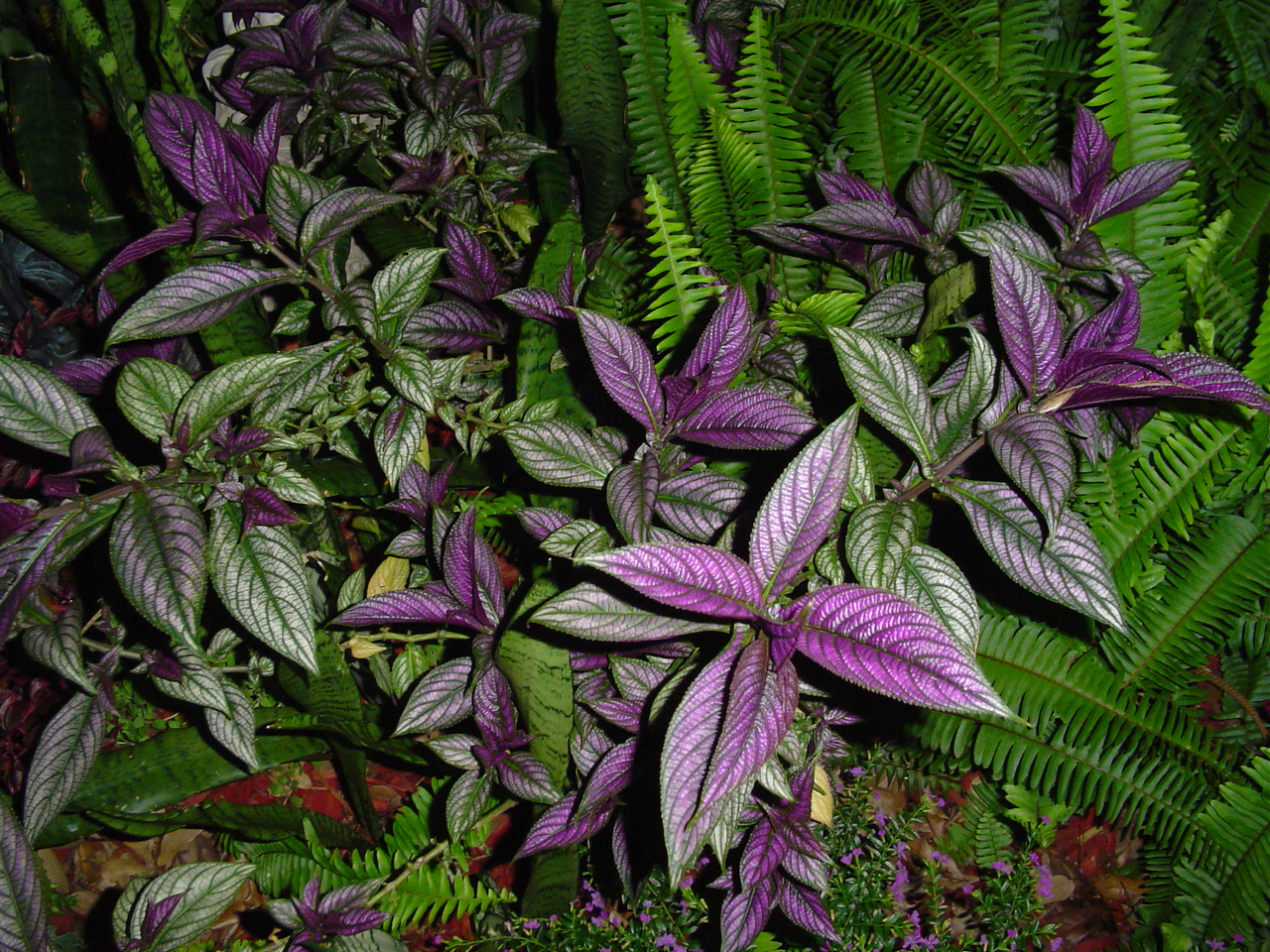
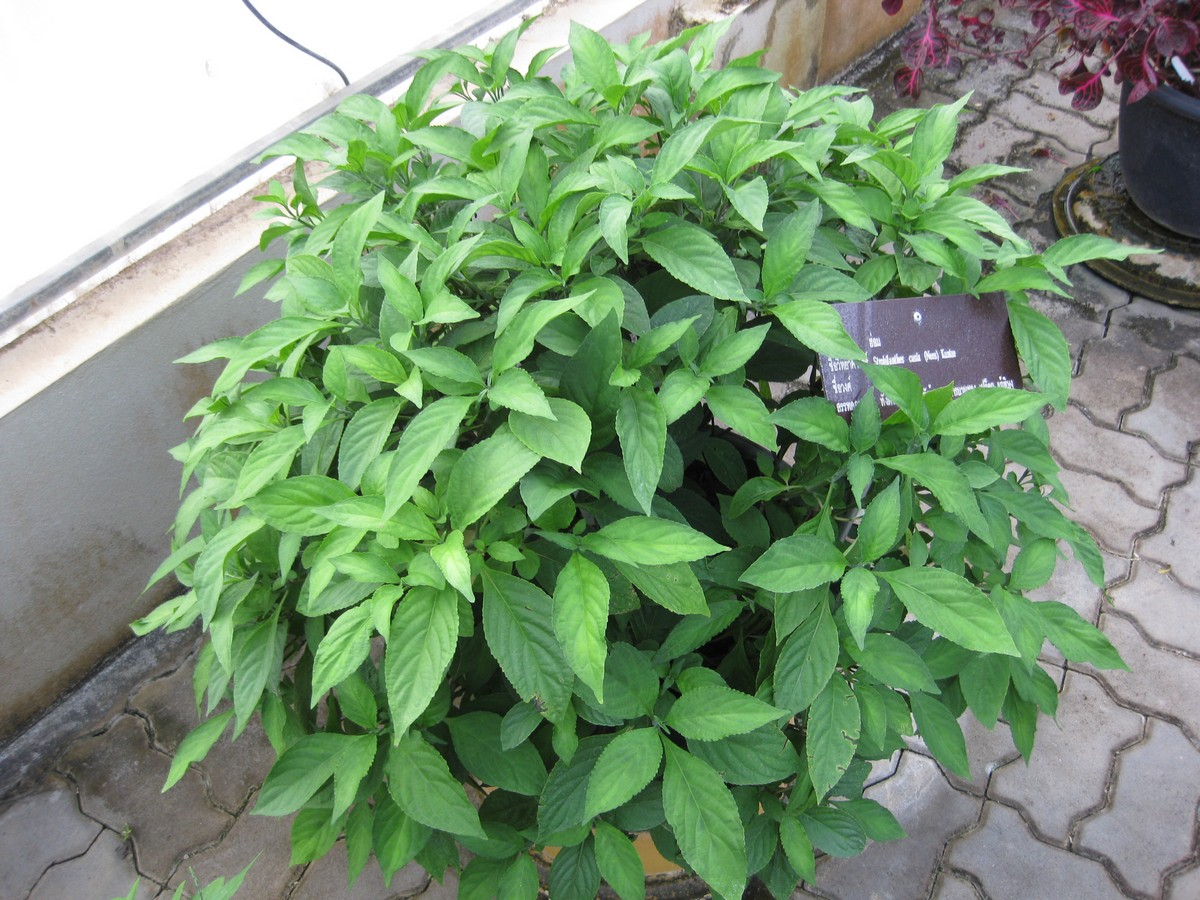
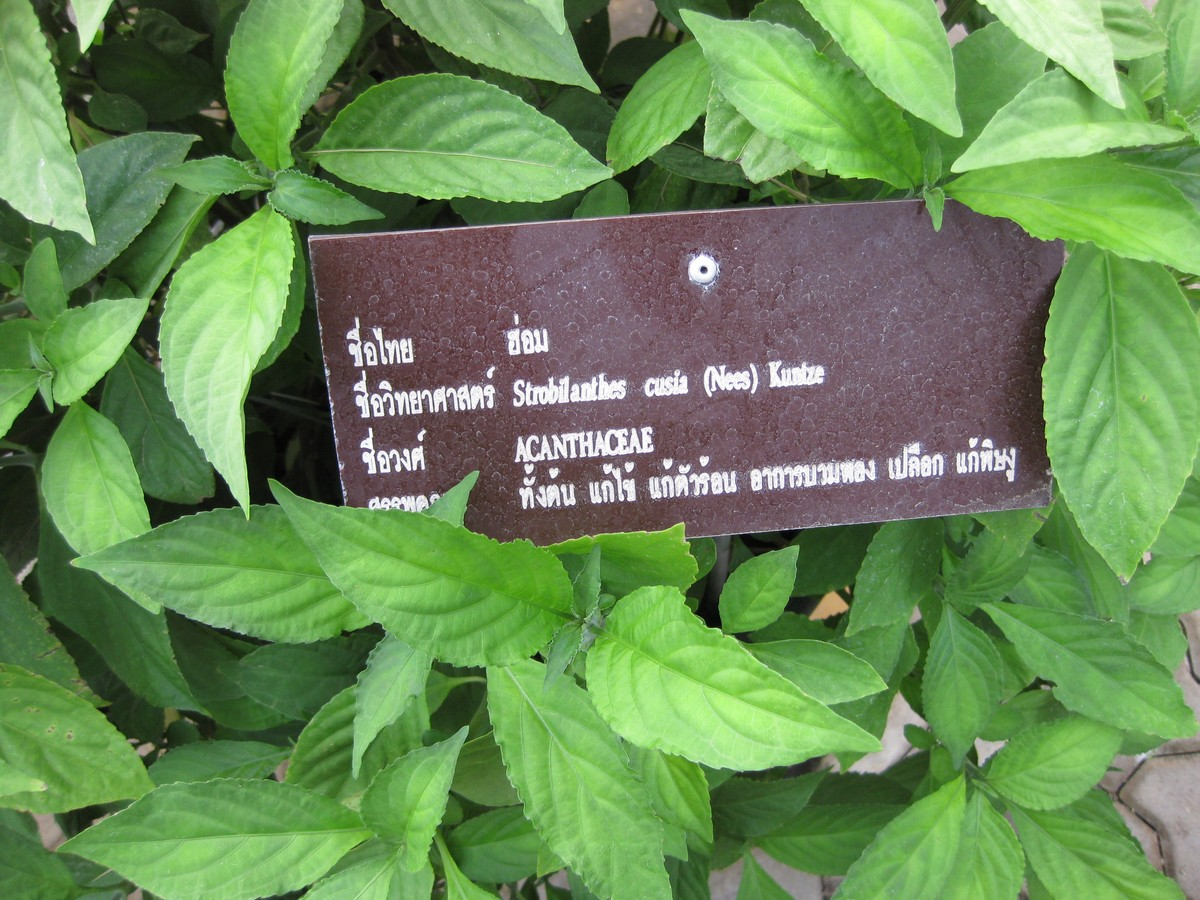